# Бейшеев, Усен
Усен Бейшеевич Бейшеев (1922—1982) — советский военнослужащий. В Рабоче-крестьянской Красной армии служил с августа 1942 по декабрь 1946 года. Воинская специальность — наводчик артиллерийского орудия. Участник Великой Отечественной войны. Полный кавалер ордена Славы. Воинское звание на момент демобилизации — гвардии сержант. С 1968 года гвардии старшина в отставке.

## Биография

### До войны
Родился 10 октября 1922 года в селе Кочкорка Пишпекского уезда Семиреченской области Туркестанской АССР РСФСР (ныне город, административный центр Кочкорского района Нарынской области Киргизской Республики) в крестьянской семье. Киргиз.
Отец Усена Бейшеева был известным в округе охотником. С малых лет он брал сына в горы. Помогая отцу, Усен приобрёл навыки выживания в непростых условиях высокогорного Тянь-Шаня, научился хорошо стрелять. С началом коллективизации семья Бейшеевых одной из первых вступила в колхоз. Охотник Бейше стал работать чабаном, а подросток во время школьных каникул помогал ему пасти колхозные табуны. Учился Усен хорошо, и семилетку окончил с похвальным листом. Большое внимание он уделял и спортивной подготовке. Неоднократно юноша побеждал и занимал призовые места на областных и республиканских соревнованиях по разным видам спорта. После окончания школы Усен Бейшеевич пошёл работать в колхоз «Тендик» (Равенство). Вступил в комсомол. Незадолго до начала войны односельчане оказали ему большое доверие, выбрав в правление колхоза. Вскоре после этого Усен Бейшеев стал секретарём Кочкорского сельского Совета.

Война. Она, как и многих, застала меня врасплох, — вспоминал Усен Бейшеевич. — Жизнь уже не мыслилась без фронта. Я рвался туда. Кому же, как не мне, сыну охотника Бейше, умеющему метко стрелять, ловкому, сильному, идти защищать Родину! — Вечные имена. Усен Бейшеев.
Но тогда, в июне 1941 года, считалось, что война не продлится долго. Местные власти решили, что молодой и энергичный руководитель будет более полезен в тылу. Многие друзья и товарищи Усена ушли на фронт, и на него свалились многочисленные административные и хозяйственные заботы. Когда же выпадало свободное время, комсомольский активист ездил на дальние пастбища читать лекции чабанам о военной обстановке. Усен Бейшеевич стал в своём селе организатором сбора тёплых вещей для солдат Красной армии, а свои личные сбережения передал на строительство танка. Всё это время он не оставлял попыток уйти на фронт, но только 15 августа 1942 года ему вручили долгожданную повестку из военкомата.

### Начало военной службы
Решением Кочкорского районного военкомата Тянь-Шаньской области призывник У. Бейшеев был направлен во Фрунзе, где окончил артиллерийские курсы при Фрунзенском военно-пехотном училище, освоил воинскую специальность наводчика артиллерийского орудия. В феврале 1943 года красноармеец Бейшеев с пополнением прибыл в 27-ю гвардейскую стрелковую дивизию, входившую в том момент в группу войск генерал-лейтенанта К. П. Трубникова (с 27 февраля — Сталинградская группа войск), и был зачислен наводчиком в батарею 45-миллиметровых пушек 83-го гвардейского стрелкового полка. В марте 1943 года дивизия вошла в состав 62-й армии (с 16 апреля 1943 года — 8-я гвардейская армия) Юго-Западного фронта и заняла позиции в районе Купянска. Здесь на берегу Северского Донца 25 марта 1943 года Усен Бейшеевич принял свой первый бой с врагом, здесь же получил своё первое ранение.
Во время сражения на Курской дуге войска Юго-Западного фронта провели Изюм-Барвенковскую операцию, в ходе которой гвардейцам В. И. Чуйкова удалось захватить и удержать небольшой плацдарм у села Богородичное. Отсюда в августе 1943 года подразделения армии начали освобождение Донбасса и нижнего Поднепровья. Красноармеец У. Бейшеев участвовал в Донбасской и Запорожской операциях Юго-Западного (с 20 октября 1943 года — 3-го Украинского) фронта, в составе своего подразделения освобождал Барвенково и Запорожье. Особенно Усен Бейшеевич отличился в январе-феврале 1944 года во время Никопольско-Криворожской операции, в ходе которой был ликвидирован последний плацдарм противника на левом берегу Днепра.

Артиллерийская батарея ведёт бой

### Орден Славы III степени
31 января 1944 года войска 8-й гвардейской армии начали наступление на апостоловском направлении, имея задачу прорвать сильно укреплённую и глубокоэшелонированную оборону противника на участке Терноватка — станция Лошкарёвка Софиевского района Днепропетровской области, и овладев опорными пунктами немцев Апостолово и Большая Костромка, повернуть на Никополь, выйти к Днепру и окружить никопольскую группировку противника. В течение дня 83-й гвардейский стрелковый полк под командованием гвардии майора В. И. Боброва при поддержке полковой артиллерии преодолел первую линию оборонительных порядков немцев у села Бузулук, но в глубине обороны наткнулся на мощный узел обороны противника в районе сёл Красное и Приют. При штурме вражеских укреплений у села Красное 1 февраля 1944 года артиллерийский расчёт, в составе которого наводчиком воевал гвардии красноармеец У. Бейшеев, под шквальным ружейно-пулемётным огнём противника выдвинул своё орудие на открытую позицию. Метким огнём прямой наводкой с расстояния 300—400 метров красноармеец Бейшеев уничтожил три пулемётные точки неприятеля, мешавших продвижению стрелковых подразделений, и сжёг вражеский грузовик с боеприпасами.
Преодолевая упорное сопротивление немцев, части 8-й гвардейской армии 4 февраля вышли на окраины Апостолово и на следующий день освободили город. Однако для решительного броска к Днепру сил уже не хватило. Через небольшой коридор немецкое командование начало спешный вывод своих войск с никопольского плацдарма, который больше напоминал паническое бегство. 8 февраля 1944 года советские войска вошли в город Никополь. За личное мужество, проявленное в бою за село Красное, Усен Бейшеевич приказом от 6 марта 1944 года был награждён орденом Славы 3-й степени (№ 31158).

### Орден Славы II степени
Весной 1944 года Усен Бейшеев сражался за освобождение Правобережной Украины, приняв участие в Березнеговато-Снигирёвской и Одесской операциях, форсировал Ингулец, Ингул и Южный Буг. На подступах к Овидиополю при отражении контратаки врага он выдвинул своё орудие во фланг немцев и точным огнём прямой наводкой подбил три танка, уничтожил две бронемашины и до 30 солдат и офицеров вермахта. 8 июня 1944 года 8-я гвардейская армия была выведена в резерв и переброшена на 1-й Белорусский фронт, где принимала участие в Люблин-Брестской операции. Усен Бейшеевич сражался под Ковелем, форсировал Западный Буг и Вислу. В боях на территории Украины, Белоруссии и Польши был трижды ранен. К концу 1944 года за отличие в боях ему было присвоено сержантское звание.
14 января 1945 года с удержанного на западном берегу Вислы южнее Варшавы плацдарма, получившего название Магнушевского, подразделения 83-го гвардейского стрелкового полка 27-й гвардейской стрелковой дивизии 8-й гвардейской армии перешли в наступление в рамках Варшавско-Познанской операции Висло-Одерского стратегического плана. При прорыве сильно укреплённой полосы обороны противника в районе населённого пункта Генрыкув (Henryków) наводчик артиллерийского орудия гвардии сержант Бейшеев прицельным огнём своей сорокапятки разбил ДЗОТ и уничтожил станковый пулемёт неприятеля, обеспечив продвижение вперёд стрелковых подразделений. Во время противоборства в глубине обороны противника, находясь непосредственно в боевых порядках пехоты, Усен Бейшеевич неоднократно способствовал отражению контратак врага, уничтожал его укрепления, заграждения и огневые точки. В бою его расчёт вывел их строя станковый пулемёт вместе с прислугой и истребил до взвода солдат и офицеров вермахта. Близким разрывом снаряда его пушка была повреждена, но когда потребовалось подавить ручной пулемёт противника, мешавший развитию наступления, гвардии сержант Бейшеев, прячась за щитовым прикрытием своего орудия, придвинул сорокапятку вплотную к огневой точке и уничтожил её выстрелом в упор . В течение двух дней при эффективной поддержке полковой артиллерии гвардейцы гвардии подполковника Боброва прорвали три оборонительных рубежа немцев, штурмом взяли более десяти населённых пунктов, превращённых противником в сильно укреплённые опорные пункты. За доблесть и мужество, проявленные в боях на западном берегу реки Вислы приказом от 17 марта 1945 года гвардии сержант У. Бейшеев был награждён орденом Славы 2-й степени (№ 28243).

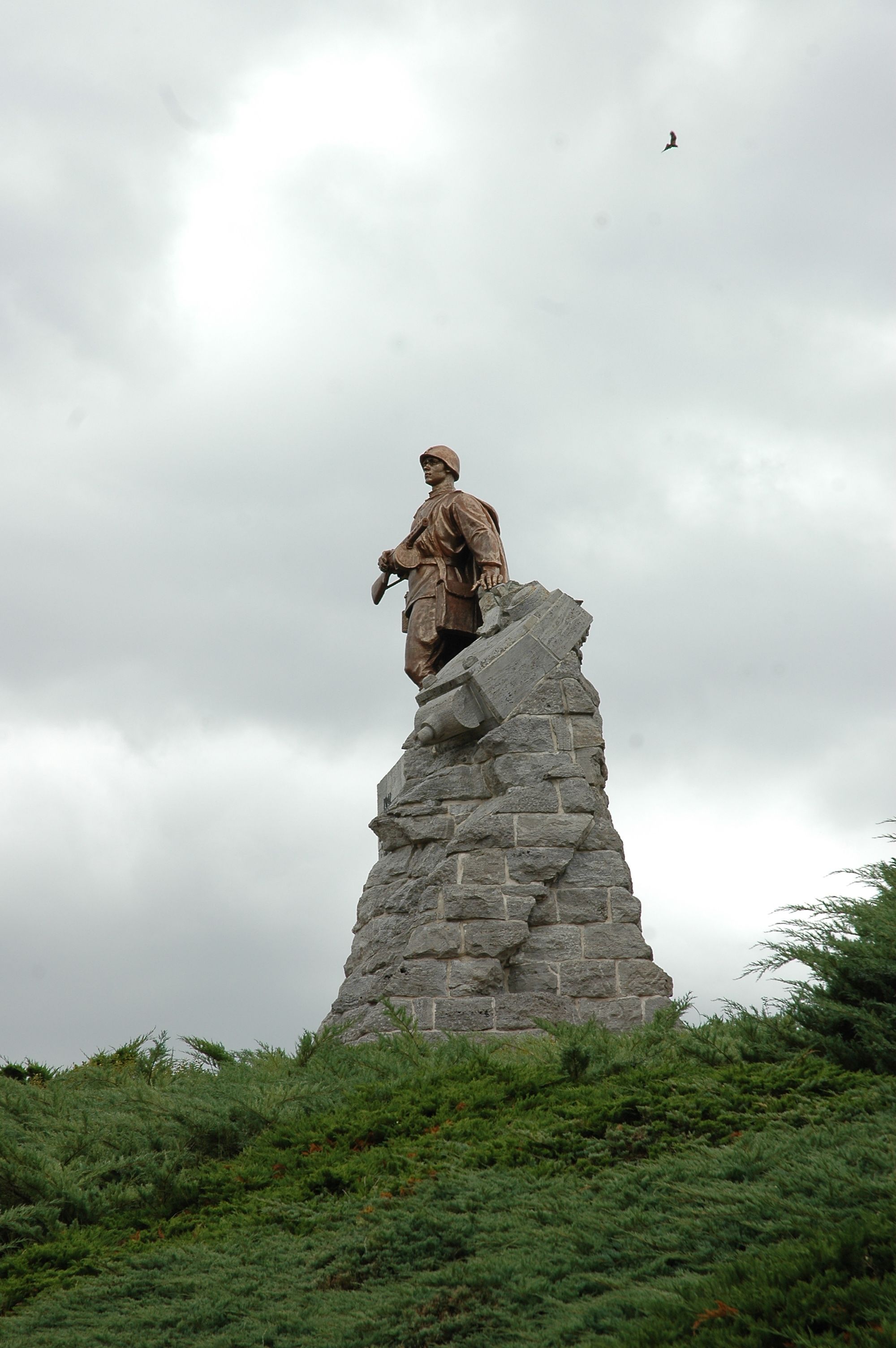
Памятник советским солдатам на Зееловских высотах

### Орден Славы I степени
Пройдя с боями от Вислы до Одера, подразделения 8-й гвардейской армии захватили небольшой плацдарм северо-западнее Кюстрина. В феврале 1945 года гвардейцы В. И. Чуйкова, в том числе и 27-я гвардейская стрелковая дивизия, принимали участие в штурме города-крепости Познань. После разгрома познанского гарнизона части армии переместились в район Кюстрина и незадолго до начала Берлинской операции были введены на Кюстринский плацдарм. 83-й гвардейский стрелковый полк занял позиции южнее населённого пункта Альт-Тухебанд. В ходе наступления гвардейцам предстояло прорвать оборонительные рубежи противника на Зееловских высотах, которые защищали элитные подразделения СС.
16 апреля 1945 года полк гвардии подполковника В. И. Боброва начал штурм вражеских укреплений. На подступах к городку Дольгелин продвижение пехоты было остановлено шквальным перекрёстным огнём, который противник вёл из двух ДЗОТов, расположенных у подножия высоты Людвигслуст. Выкатив орудие на прямую наводку, сержант У. Бейшеев прицельным огнём по амбразурам заставил обе вражеские огневые точки замолчать. Пехота устремилась на штурм высоты, а следом за ними на её гребень начали подниматься и артиллеристы полковой батареи. Враг, не желая терять позиций, перешёл в контратаку крупными силами пехоты при поддержке танков и самоходных артиллерийских установок. Рядом с сорокапяткой Бейшеева разорвался немецкий снаряд. Усен Бейшеевич был тяжело ранен и контужен, но нашёл в себе силы подняться и встать к орудию. Прежде чем потерять сознание, он огнём из пушки истребил более десяти солдат противника. Очнулся артиллерист уже в госпитале. Там же он встретил и День Победы. За доблесть и мужество, проявленные при штурме Зееловских высот, гвардии подполковник В. И. Бобров представил сержанта Бейшеева к ордену Славы 1-й степени. Высокая награда за номером 1152 была присвоена Усену Бейшеевичу указом Президиума Верховного Совета СССР от 15 мая 1946 года.

### После войны
Вследствие ранения и контузии Усен Бейшеев почти год лечился в госпиталях. Затем продолжал службу в армии до декабря 1946 года. После демобилизации он вернулся в родное село. Работал завхозом районного участка пастбищного хозяйства и старшим кредитным инспектором райфинотдела. В 1968 году получил воинское звание гвардии старшины в отставке. Умер Усен Бейшеевич 12 сентября 1982 года. Похоронен в городе Кочкорка Нарынской области Киргизской Республики.

## Награды
- Орден Славы 1-й степени (15.05.1946)[1]
- Орден Славы 2-й степени (17.03.1945)[10]
- Орден Славы 3-й степени (06.03.1944)[7]
- Медали

## Память
- Именем Усена Бейшеева названа улица в городе Кочкорка[1][2].

## Документы
- Общедоступный электронный банк документов «Подвиг Народа в Великой Отечественной войне 1941—1945 гг.» Архивировано из оригинала 13 марта 2012 года. Номера в базе данных:

Орден Славы 2-й степени (архивный реквизит 23893932).
Орден Славы 3-й степени (архивный реквизит 20056270).